# Округ Клеј (Западна Вирџинија)
Округ Клеј (енгл. Clay County) је округ у америчкој савезној држави Западна Вирџинија.

## Демографија
По попису из 2010. године број становника је 9.386, што је 944 (-9,1%) становника мање него 2000. године.
| Група             | 2000.          | 2010.         |
| Белци             | 10.108 (97,9%) | 9.243 (98,5%) |
| Афроамериканци    | 8 (0,1%)       | 6 (0,1%)      |
| Азијати           | 2 (0,0%)       | 7 (0,1%)      |
| Хиспаноамериканци | 42 (0,4%)      | 33 (0,4%)     |
| Укупно            | 10.330         | 9.386         |